# Adras Blanc (cabrahigo)
Adras Blanc es un cultivar de higuera de tipo Cabrahigo Ficus carica higuera macho productora de polen y albergando la mosca polinizadora Blastophaga psenes en el interior del fruto, unífera es decir con una sola cosecha por temporada los prohigos (profichi) de verano-otoño, con epidermis con color de epidermis con color de fondo verde, sobre color un teñido de violeta; interior blanco. Se localiza en la colección del National Californian Germplasm Repository - Davis en California.

## Sinonimia
- „Ameza“,[5][6]
- „Azaim“,
- „Bouhioua“,
- „DFIC#0335“.

## Historia
Según la monografía de Condit: «Descrito e ilustrado por Mann (1939a); encontrado en la región de Cabilia bajo varios nombres, como "Azaim" en Ouadhias, y probablemente "Bouhioua" en Beni-Aissi; en Sidi-Aich puede ser lo mismo que Ameza.»
Esta variedad la clasificó Condit en el "Condit Group" de cabrahigos con interior blanco y epidermis de color marrón o púrpura.
Esta variedad de higuera está cultivada en el NCGR, Davis (National Californian Germplasm Repository - Davis) con el número 'DFIC#0335' y 'DFIC#0336'.

## Características
La higuera 'Adras Blanc' es un árbol de tamaño grande, con un porte compacto, vigoroso, productivo; hojas de 3 a 5 lóbulos. Es una variedad unífera de tipo cabrahigo, de producción abundante de prohigos insípidos.
Los prohigos son de tipo mediano de 1-3 / 4 pulgadas de diámetro, piriforme; tallo muy corto; color de epidermis con color de fondo verde, sobre color un teñido de violeta; interior blanco. Temporada anterior a la de 'Adras Violet' pero menos prolongada.

## El cultivo de la higuera
Los higos 'Adras Blanc' tiende a madurar bien en climas más fríos, cuando otras variedades no; son aptos para la siembra con protección en USDA Hardiness Zones 7 a más cálida, su USDA Hardiness Zones óptima es de la 8 a la 10. Producirá muchos frutos durante la temporada de crecimiento. El fruto de este cultivar es de tamaño mediano, e insípido.